# Ben Van den Heuvel
Ben Van den Heuvel (6 februari 1999) is een Vlaams acteur uit Turnhout. Hij werd bij het grote publiek bekend door zijn debuut in de serie Oud België in 2010. Verder speelde hij ook nog mee in Zot van A. van Jan Verheyen en in Noordzee, Texas van Bavo Defurne.

## Filmografie

### Televisie
- Oud België - Eddy (2010 - één)
- Dag & Nacht: Hotel Eburon - Max  (Gastrol)  (2010 - VTM)
- Ella - jong Jens  (Gastrol)  (2010 - VTM)
- De Ronde - Misdienaar (2011 - één)
- Kiekens - Wouter Misotten  (Gastrol)  (2011 - één)
- Danni Lowinski - Dylan  (Gastrol)  (2012 - VTM)
- Vermist - Jona  (Gastrol)  (2012 - VIER)
- The White Queen - Harry Stafford (2013 - Eén/BBC)
- Ontspoord - Rick (2013 - VTM)
- In Vlaamse velden - Fonske (2014 - Eén)

### Film
- Zot van A. - Boris (2010, Jan Verheyen)
- Noordzee, Texas - Jonge Pim (2011, Bavo Defurne)
- Allez, Eddy! - Jozef (2012, Gert Embrechts)
- Violet - (2014, Bas Devos)